# Roda JC Kerkrade
Roda JC Kerkrade is een Nederlandse voetbalclub gevestigd in Kerkrade. De volledige naam luidt Sportvereniging Roda Juliana Combinatie Kerkrade. Meestal Roda JC of kortweg Roda genoemd. De club werd op 27 juni 1962 opgericht als een fusieclub van Roda Sport (nov. 1954 fusie 'Kerkrade' en 'Bleijerheide') en Rapid JC (nov. 1954 fusie 'Rapid '54' en 'Juliana'). Roda JC Kerkrade speelt sinds september 2000 zijn thuiswedstrijden in het Parkstad Limburg Stadion.

## Geschiedenis

### 1910-1953

Stamboom van Roda JC

Tot de negentiende eeuw was het huidige Parkstad, de voormalige Oostelijke Mijnstreek, relatief dunbevolkt. Toen aan het einde van de 19e eeuw steenkool op steeds grotere schaal werd gewonnen, groeide de bevolking van de streek. Met de groeiende inwonersaantallen kwam ook de oprichting van een aantal voetbalverenigingen. Op 20 juli 1910 werd de eerste voetbalclub in Kerkrade opgericht: SV Juliana uit Spekholzerheide. Pas in het jaar 1913 kreeg men van de Limburgse voetbalbond toestemming mee te doen aan de Limburgse competitie. Op 27 juli 1914, vier dagen voor het uitbreken van de Eerste Wereldoorlog, werd in de Kerkraadse wijk Bleijerheide de voetbalclub BVV Sparta opgericht, en deze dag wordt aangehouden als de dag waarop Roda JC Kerkrade is opgericht. In datzelfde jaar nam BVV Sparta deel aan de competitie van de Limburgse voetbalbond. Twee jaar daarna sloot BVV Sparta zich aan bij de Rooms Katholieke Federatie (RKF) en de club werd voor het eerst in de geschiedenis kampioen.
Een aantal jaren later, in juli 1921, veroverde BVV Sparta de Velocitas-beker door clubs als PSV, Juliana, Valkenburg en Velocitas te verslaan. In 1923 sloot BVV Sparta zich aan bij de Nederlandse Voetbalbond en de club veranderde zijn naam in SV Bleijerheide. Op 1 augustus 1926 vormde zich in Kerkrade een derde voetbalclub, die zich SV Kerkrade noemde, in de volksmond ook wel Kerkrade Minor genoemd. In 1928 promoveerde SV Kerkrade naar de hoogste klasse in de RKF, waar men kampioen werd in 1935 en 1939. Ondertussen deed SV Bleijerheide het goed; het lukte hen in 1931 om te promoveren naar de eerste klasse van de Nederlandse Voetbalbond.
Vlak voor het uitbreken van de Tweede Wereldoorlog ging SV Bleijerheide samen met de Rooms Katholieke Nulland Achilles Combinatie, hetgeen betekende dat SV Bleijerheide een rooms-katholieke vereniging werd. Door deze vereniging werden verschillende sporten uitgeoefend. Na het uitbreken van de Tweede Wereldoorlog fuseerden de voetbalbonden IVCB en de KNVB, waardoor alle deelnemende teams in KNVB-verband uitkwamen. Na de fusie tussen de KNVB en de RKF kwam SV Kerkrade terecht in de 2e klasse, en de club promoveerde in 1948 naar de 1e klasse. Hierdoor speelden drie Kerkraadse clubs op het hoogste voetbalniveau.

### 1954-1961

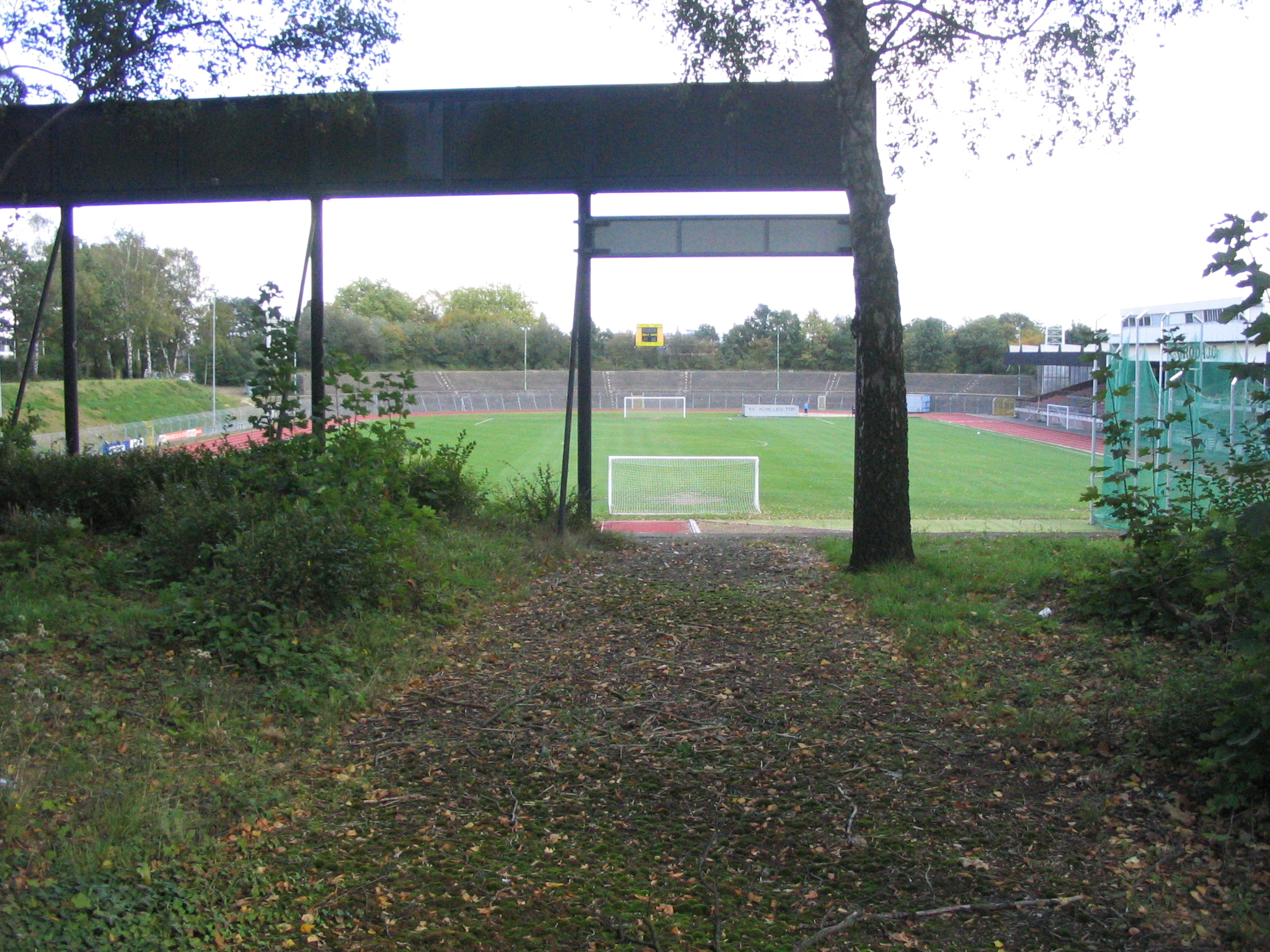
Gemeentelijk Sportpark Kaalheide

In 1954 werd in Nederland de voetbalbond de NBVB opgericht. Enkele Heerlense zakenmensen, waaronder Wiel Reiss, een van de medeoprichters van Opel dealer Canton Reiss (het latere Hekkert Autogroep) en geldschieters, namen het initiatief tot de oprichting van semi-profclub Rapid '54. De club had geen stadion, waardoor het zijn thuiswedstrijden speelde in het Gemeentelijk Sportpark Kaalheide. De nieuwe club kaapte bij Bleijerheide de beste spelers weg. De KNVB zag de bui snel hangen en bereikte na enkele maanden een overeenstemming met de NBVB. Op 4 november 1954 werd via een communiqué bekendgemaakt dat de twee partijen tot overeenstemming waren gekomen. Rapid '54 speelde uiteindelijk 11 duels in de competitie van de NBVB, waarbij plaats 5 van de 10 werd behaald. De voetbalbonden probeerden de clubs van beide competities zoveel mogelijk samen te voegen. Op 14 november fuseerden om die reden Rapid '54 en Juliana. De fusieclub kreeg de naam Rapid Juliana Combinatie, kortweg Rapid JC. Het zwaar gehandicapte Bleijerheide fuseerde met SV Kerkrade en zo ontstond Roda Sport.
In de 1e klasse A eindigde Roda Sport als negende en in de 1e klasse C deed Rapid JC het uitstekend door achter PSV als 2e te eindigen. In het seizoen 1955/56 werden 2 Hoofdklassen in het leven geroepen. In de Hoofdklasse A eindigde Roda Sport als 14e en in de Hoofdklasse B werd Rapid JC 2e achter USV Elinkwijk. Via een beslissingswedstrijd bereikte Rapid de kampioenscompetitie. Daarin maakte de club korte metten met achtereenvolgens Elinkwijk, Sparta Rotterdam en NAC Breda, waardoor Rapid JC met onder anderen de bekende speler en latere voetbaltrainer en techniekgoeroe Wiel Coerver, het landskampioenschap won. In 1959 eindigde Rapid JC nogmaals op een tweede plek in de Eredivisie.

### 1962-1979
In het seizoen 1961/62 eindigde Rapid JC in de Eredivisie op de laatste plaats en degradeerde het, waardoor in juni 1962 de laatste voetbalfusie plaatsvond in Kerkrade. Aangezien Roda Sport al jaren in de 2e divisie speelde, werd besloten tot het samengaan van beide clubs. De fusieclub kreeg de naam Roda JC en begon in het seizoen 1962/63 in de 1e divisie. Het eerste doelpunt van de fusieclub in de competitie werd gemaakt door Giel Goertzen tegen Velox. Het optreden van Roda JC in dat seizoen eindigde in een debacle. De overgebleven spelers van Rapid JC en Roda Sport bleken niet in staat zich in de 1e divisie te handhaven en na 30 wedstrijden eindigde Roda JC met 16 punten op de laatste plaats en degradeerde naar de 2e divisie.
Tussen 1964 en 1969 kwamen twee clubs uit de Oostelijke Mijnstreek uit in de 2e divisie: SV Limburgia en Roda JC. In de strijd om sponsoren, en daarmee betaald voetbal, trok Roda JC aan het langste eind. In 1967 werden de 2 tweede divisies samengevoegd en werd de 1e divisie uitgebreid met 5 clubs. Roda JC handhaafde zich in de middenmoot van de 2e divisie. In 1971 werd de 2e divisie opgeheven, waardoor enkel de ere- en eerste divisie overbleven. Roda JC eindigde in het eerste seizoen op de 4e plaats. Een jaar later werd Roda JC na 38 duels met 53 punten kampioen van de eerste divisie en promoveerde het naar de eredivisie.
In het seizoen 1973/74 handhaafde Roda JC zich in de Eredivisie door op de laatste speeldag (zondag 12 mei 1974) thuis voor 17.500 toeschouwers met 0-0 gelijk te spelen tegen AFC Ajax. Doelman Bram Geilman tikte in de slotfase van de wedstrijd een zoevend schot van Johan Neeskens uit de linkerbovenhoek, waardoor het Eredivisieschap van de Kerkraadse club werd verlengd. Uit 34 duels had Roda JC namelijk 22 punten behaald, waardoor het met NAC Breda op een gedeelde vijftiende plaats eindigde. In het seizoen 1974/75 deed Roda JC eindelijk van zich spreken en eindigde op de ranglijst op de achtste plaats. In 1975/76 en 1976/77 nestelde de club zich zelfs in de subtop door op de zevende en respectievelijk de vijfde plaats te eindigen. In 1976/77 scoorde Roda JC 53 goals in de Eredivisie en kreeg er 35 tegen. In 1975/76 bereikte Roda JC voor het eerst de bekerfinale tegen PSV. Na verlenging won PSV de finale in De Kuip met 1-0. Desondanks kreeg Roda JC een ticket voor het Europacup II-toernooi 1976/77. Daarin bleek het verrassend sterk voor de dag komende Roda JC uiteindelijk over twee wedstrijden de mindere van RSC Anderlecht. De return op woensdagavond 29 september 1976 op een stijf uitverkocht Kaalheide (met 24.000 toeschouwers een bezoekersrecord aller tijden), ging met 2-3 verloren nadat Roda JC eerst met 1-0 en met 2-1 had geleid.
Het seizoen 1978/79 was het beste seizoen in deze periode. Het team met trainer Bert Jacobs leek in de competitie op een regelrechte sensatie af te stevenen. Tussen 12 november 1978 en 8 december 1978, en tussen 4 maart 1979 en 9 april 1979, bezette Roda JC de eerste plaats. In de tussenliggende periode, 9 december 1978 tot en met 3 maart 1979, nam Roda JC de tweede plaats in, vlak achter de latere kampioen Ajax. Door de strenge winter was er een lange winterstop tussen de twee seizoenhelften. De competitie werd pas ruim anderhalve maand later dan gebruikelijk hervat, op 3 maart 1979. Tussen half april en half mei 1979 viel Roda JC steeds meer terug. Half juni 1979 eindigde Roda JC als vijfde, achter de toenmalige traditionele top vier uit de periode 1976-1982: Ajax, Feyenoord, PSV en AZ'67. Roda JC scoorde uiteindelijk 58 goals en kreeg er 33 tegen. De Roda JC-selectie uit dit seizoen bestond uit: Leo Ehlen, Gène Hanssen, Sten Ziegler, Jens Kolding, Theo de Jong, Adrie Koster, Dick Nanninga, Leo Degens, Michel Mommertz, John Meuser, John Pfeiffer, Jan Jongbloed, Joop Dacier, Bram Geilman, Peter de wit, Terence Lees, Johan Toonstra, Pierre Vermeulen, André Broeks, Willi Smeets, Roger Raeven en Chris Riemens.

### Handelshuis
In de loop van 1980 raakten makelaar en projectontwikkelaar Theo Pickée en textielhandelaar Nol Hendriks verbonden aan de club. Met hun investeringen wist de club in de jaren tachtig en negentig het ene na het andere talent binnen te loodsen en met winst door te verkopen. Dit leverde de club een aantal deelnames aan Europese toernooien op. Na het Bosman-arrest kreeg de club te maken met nieuwe spelregels op het gebied van spelerscontracten. Spelers waarvan het contract was afgelopen, konden niet meer met winst worden doorverkocht. Roda JC bleef echter vasthouden aan het principe van het doorverkopen van spelers met winst. Men gaf structureel meer geld uit dan er binnenkwam, met het idee het ontstane begrotingstekort met de verkoop van spelers op te vullen. Naarmate financiële klappers uitbleven, groeide de schuld van de club gestaag.

### Fusieperikelen in 2009
Na een aantal mislukte pogingen pleitte de Limburgse gouverneur Léon Frissen in 2008 voor een fusie tussen Roda JC, MVV Maastricht en Fortuna Sittard. Op 3 februari 2009 werd na maanden overleg en een advies van de stuurgroep "Topvoetbal in Limburg" bekendgemaakt dat de bestuurders van Fortuna Sittard en Roda JC overeenkwamen dat de twee clubs vanaf het seizoen 2009/10 zouden fuseren tot Sporting Limburg. Dit onder hevig protest van de aanhang van beide clubs. Voordat de fusie kon doorgaan, moest de Stichting Roda JC wel nog haar goedkeuring verlenen. Op 8 april 2009 ketste deze fusie echter af door het ontbreken van financiële steun van de provincie Limburg.

### Wederopbouw
In de aanloop naar het fusie-overleg was Roda JC op financieel gebied ver afgegleden. De club ging dan wel zelfstandig verder, maar zij balanceerde op de rand van de afgrond. Dit was reden voor toenmalig directeur Martin van Geel om met de gemeente Kerkrade in overleg te gaan over een lening aan de club. Een van de voorwaarden die de gemeente Kerkrade stelde was een naamsverandering van Roda JC naar Roda JC Kerkrade. In het seizoen 2010/11 is de nieuwe clubnaam in gebruik genomen. Met deze lening was het gevaar echter niet geweken: de club moest zijn begroting op orde zien te krijgen om aan de eisen voor een nieuwe proflicentie te voldoen. Door een vordering met de gemeente Kerkrade werd de proflicentie van Roda JC Kerkrade op het laatste moment gered.

### Overname
De KNVB gaf in september 2020 goedkeuring voor de overname van Roda JC. Alle aandelen werden daardoor ondergebracht in de Stichting Roda JC. De regionale ondernemers Stijn Koster, Bert Peels, Roger Hodenius en investeringsmaatschappij Mercurius pitchten het plan in mei 2020. Zij willen met de club naar de top van de Keuken Kampioen Divisie. Het collectief, dat is gaan opereren onder de naam Phoenix Group, investeert de komende drie seizoenen telkens 1,5 miljoen euro in de club. Dat bedrag verwachten de ondernemers jaarlijks tekort te komen op de begroting. Tegelijkertijd vroegen zij aan de gemeente Kerkrade toendertijd de huur van het Parkstad Limburg Stadion te verlagen tot 250.000 euro. Door de goedkeuring van de overname door de KNVB kwam er ook een formeel einde aan de betrokkenheid van Frits Schrouff bij de club. Schrouff kocht eind 2015 de aandelen in de club en probeerde die in de afgelopen jaren meermaals tevergeefs te verkopen. Daarnaast liet hij, vele miljoenen euro's later, de aandelen via de stichting FS United door andere ondernemers beheren.

### Degradatie
Roda JC eindigde in het seizoen 2013/14 op de achttiende en daarmee laatste plaats in de eredivisie, één punt achter N.E.C.. Daardoor degradeerde de club na 41 seizoenen voor het eerst in zijn bestaan naar de Eerste divisie. Op de slotdag won Roda JC weliswaar met 0-1 van en bij Go Ahead Eagles, maar doordat N.E.C op datzelfde moment 2-2 speelde tegen Ajax was de degradatie een feit.
Op 5 mei 2014 maakte Roda JC bekend dat Marcel van den Bunder bij Roda JC vertrok, nadat de Raad van Commissarissen en de Stichting Roda JC het vertrouwen in hun algemeen directeur hadden opgezegd. Een van de voorstanders van het ontslag was oud-sponsor Nol Hendriks, die bij een vertrek van Van den Bunder wederom geld zou willen steken in de gedegradeerde Kerkraadse club.
De voltallige Raad van Commissarissen (RvC) van Roda JC heeft hierna aan de Stichting Roda JC om een bevestiging gevraagd van het vertrouwen in de RvC als toezichthoudend orgaan. Omdat de Stichting opteerde voor een nieuwe start voor Roda JC kon dat vertrouwen niet worden bevestigd, waarop de leden van de RvC hun posities ter beschikking stelden en met onmiddellijke ingang aftraden.

### Eerste Divisie
In de eerste wedstrijd van het seizoen 2014/15 boekte Roda JC Kerkrade thuis een 3-2-overwinning op het eveneens gedegradeerde RKC Waalwijk. De eerste nederlaag (3-0) was uit bij FC Volendam. Roda JC eindigde als derde, waardoor de club mocht deelnemen aan de play-offs om promotie en degradatie. Tegenstander FC Emmen werd in twee wedstrijden verslagen met een 0-1 winst en een 2-2 gelijkspel. Na de uitschakeling van FC Emmen kwam Roda JC eredivisionist NAC Breda tegen in de finales van de play-offs. De wedstrijd in Kerkrade eindigde in een 0-1 nederlaag. Roda JC Kerkrade dwong in het tweede duel een verlenging af, nadat Mitchel Paulissen zorgde voor een 0-1 eindstand in de reguliere speeltijd. In de 96e minuut van de verlenging kwam NAC Breda op gelijke hoogte, hetgeen zou betekenen dat NAC zich zou handhaven als eredivisionist. In de 110e minuut maakte Tom van Hyfte echter de 1-2, waarmee Roda JC na een jaar afwezigheid alsnog terugkeerde in de Eredivisie.

### Eredivisie
Onder leiding van de nieuwe trainer Darije Kalezić eindigde Roda JC als 14e op de ranglijst. Op 10 mei 2016 stelde de club Kalezić echter op non-actief wegens een onhoudbare situatie tussen hem en technisch directeur Ton Caanen. "Kalezic liet zich afgelopen zondag (8 mei 2016 red.) na afloop van de competitie in diverse media zeer laatdunkend uit over technisch directeur Ton Caanen. Hij heeft met zijn uitlatingen de grens van het betamelijke overschreden", schreef de club op haar website.
Een opvolger werd gevonden in de persoon van Yannis Anastasiou, voormalig speler van de club. In een chaotisch verlopen seizoen 2016/17 eindigde Roda JC op de 17e plaats, hetgeen het spelen van play-offs om promotie en degradatie betekende. In de eerste play-offronde wist de Limburgse formatie maar nipt van Helmond Sport te winnen: 0-1 in Helmond en 1-1 in Kerkrade. Enkele dagen na de wedstrijd in Kerkrade werd Anastasiou op non-actief gesteld en clubicoon Huub Stevens aan de technische staf toegevoegd. In de finaleronde van play-offs trof Roda JC aartsrivaal MVV Maastricht. Nadat de eerste wedstrijd in de Geusselt in een doelpuntloos gelijkspel was geëindigd, zorgde Daryl Werker met een rake kopbal voor de 1-0 overwinning in het eigen Parkstad Limburg Stadion. Door dit resultaat verzekerde Roda JC zich van nog een seizoen op het hoogste niveau. Na een zestiende plaats in de reguliere competitie ging het een jaar later mis in de play-offs. Almere City FC bleek over twee wedstrijden te sterk voor de Limburgers, waardoor Roda voor de tweede maal in het bestaan degradeerde.

### Seizoen 2023/24
Onder leiding van trainer Bas Sibum presteerde Roda JC in het seizoen 2023/24 tot en met de 37e speelronde uitstekend. De ploeg uit Kerkrade stond tot die speelronde bij de bovenste twee, wat directe promotie naar de Eredivisie betekent. Door in de 37e speelronde thuis met 2-0 te winnen van SC Cambuur en door de 1-0-achterstand van concurrent FC Groningen bij Telstar, leek promotie binnen handbereik. Supporters van Roda JC stormden massaal het veld op na het eindsignaal om de promotie te vieren. Echter, precies op dat moment maakte Thom van Bergen de 1-1 voor FC Groningen, waardoor de promotie nog geen zekerheid was.
Terwijl de Roda-fans terug naar de tribunes gingen, maakte stadionspeaker Wim Frijns een enorme blunder door om te roepen dat Telstar de 2-1 had gescoord, wat zou betekenen dat Roda JC toch gepromoveerd was. Dit leidde tot een tweede veldbestorming en feestvierende supporters die de spelers op hun schouders namen. Enkele minuten later bleek echter dat Telstar helemaal niet had gescoord en het feest moest wederom worden afgeblazen. Roda JC moest promotie bewerkstelligen in de 38e speelronde, uitgerekend in en tegen concurrent FC Groningen. Deze wedstrijd werd echter met 2-0 verloren, waardoor niet Roda JC, maar FC Groningen rechtstreeks promoveerde naar de Eredivisie. Roda was hierdoor veroordeeld tot het spelen van de nacompetitie om promotie.
In deze nacompetitie nam Roda JC het op tegen NAC Breda, een ploeg die niet in de beste vorm verkeerde. Roda JC was echter nog niet over de klap van het mislopen van directe promotie heen. De ploeg verloor in Breda met 3-1 en ging vervolgens in eigen huis met maar liefst 0-5 onderuit. Deze dubbele nederlaag kwam als een mokerslag aan bij de ploeg uit Kerkrade en betekende dat zij nog een jaar in de Keuken Kampioen Divisie moeten spelen.

## Erelijst
| Competitie     | Aantal | Jaren      |
| -------------- | ------ | ---------- |
| Eerste divisie | 1×     | 1973       |
| KNVB beker     | 2×     | 1997, 2000 |

## Clubcultuur

### Supporters

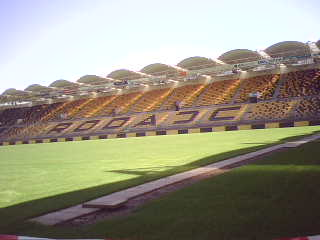
Stadion van binnen

In de begindagen van de club was Gemeentelijk Sportpark Kaalheide de thuisbasis van Roda JC. Aanvankelijk konden supporters vrij rondlopen. Toen er mede vanwege supportersgeweld midden jaren 70 hekken verrezen tussen de tribunes en vakken, konden supporters niet meer van vak naar vak en tribunes lopen. De fanatieke Roda JC supporters verkozen de bekende lange overdekte staantribune (Noordtribune) aan de noordkant van het stadion als hun staanplaats. Op de ouderwetse, sfeervolle staantribune werden regelmatig fakkels of een honderdduizendklapper afgestoken. Kaalheide werd een berucht stadion waar spelers, bestuurders en supporters naar elkaar luisterden.
Sinds de verhuizing naar het Parkstad Limburg Stadion in augustus 2000 is de fanatiekere supportersschare achter het doel op de Westtribune (de Koempeltribune) te vinden. De kloof tussen bestuurders en fans nam toen ook toe. De grote ommekeer kwam echter in april 2009: nadat de achteraf mislukte fusie met Fortuna Sittard tot de vorming van Sporting Limburg werd aangekondigd, barstte de bom. Enkele bestuursleden stapten op na aanhoudende bedreigingen, de rest volgde toen bekend werd dat de Stichting Roda JC haar steun voor een fusieclub introk.
De supportersschare kreeg weer meer zeggenschap en met de hulp van de fans werd een nieuw bestuur samengesteld. De grootste fanclubs zijn de supportersverenigingen: Supportersvereniging Roda JC 1961, Fanproject'98 en SV De Koempeltribune. Vanaf het begin van de overstap naar het PLS hoorde ook de WSU (Westside Ultra's) hiertoe, maar deze supportersclub is opgeheven na de promotie tegen NAC Breda in het seizoen 2014/15.
Er is een "vriendschapsband" tussen supporters van Alemannia Aachen en Roda JC Kerkrade. Zo bezoeken fans van beide clubs regelmatig elkaars wedstrijden.

### Rivaliteit
MVV Maastricht is volgens de supporters de grootste rivaal van Roda JC. Er zijn vaak rellen tussen de supporters van beide clubs, zoals tijdens de Jupiler Play-offs in 2017 in de rust in De Geusselt. Daar werden door supporters van beide clubs toiletartikelen en sanitair naar elkaar gegooid. Een andere grote rivaal is Fortuna Sittard, waar supporters van beide clubs eveneens regelmatig de confrontatie opzoeken.

## Stadions

### Kaalheide
Het Gemeentelijk Sportpark Kaalheide te Kerkrade is het stadion waarin Roda JC tot en met het seizoen 1999/00 zijn wedstrijden speelde. Het stadion bood in zijn hoogtijdagen (1962 t/m 1987) plaats aan 25.000 toeschouwers. Vanaf 1989 werd de capaciteit wegens nieuwe veiligheids eisen van de UEFA en de KNVB verkleind naar 14.000, mede door de ombouw van de on-overdekte staantribunes Oost-en West naar on-overdekte zittribunes ( onder meer voor de UEFA Cupwedstrijden in 1999 en de nog strengere veiligheidsmaatregelen door de KNVB en de UEFA). Ook werd met ingang van het seizoen 1995/96 uit veiligheidsoverwegingen het uitvak van de West naar de Oost-tribune verplaatst. Via een poort en toegangspad vanaf de Vauputsweg, konden zo bezoekende supporters naar het uitvak worden geleid.
Op zondag 14 mei 2000 was de 3-2-overwinning tegen AZ de laatste officiële wedstrijd die Roda JC voor 10.000 toeschouwers in het oude stadion speelde. Het stadion wordt sindsdien gebruikt als atletiek- en trainingscomplex voor de Roda JC Voetbalacademie, waaronder ook het beloftenelftal. Vanaf seizoen 2021/22 traint het eerste elftal er weer en maakt ook atletiekvereniging AV Achilles Top gebruik van het stadion.
Naast het stadion liggen de kunstgras trainingsvelden van de club. De beroemde lange overdekte staantribune Noord waar de fanatieke "North Side" altijd stond, is wegens betonrot in oktober 2005 gesloopt. De markante witte lichtmasten zijn wegens hun slechte staat van onderhoud in oktober 2013 gesloopt. Eén lichtmast met stadionlampen is op verzoek van de West Side Ultra's bewaard gebleven en de bedoeling was dat deze na renovatie als herinnering aan het oude stadion, op de rotonde voor de hoofdingang van het Parkstad Limburg Stadion geplaatst zou worden. Door o.a. veiligheids eisen en het zicht op de rotonde, is dit uiteindelijk niet doorgegaan en wordt de lichtmast in een opslag bewaard. 
Het geel-zwarte elektronische scorebord op de Oost-tribune van toenmalig sponsor Limburgs Dagblad:
"Dé krant van Limburg" is in december 2022, samen met enkele geluids-en lichtmasten en hekwerken van de Oosttribune verwijderd en worden momenteel in een opslag bewaard. Het scorebord werd destijds op Kaalheide op vrijdagavond 15 oktober 1993 tijdens de competitiewedstrijd tegen Vitesse (2-1) feestelijk in gebruik genomen.

### Parkstad Limburg Stadion

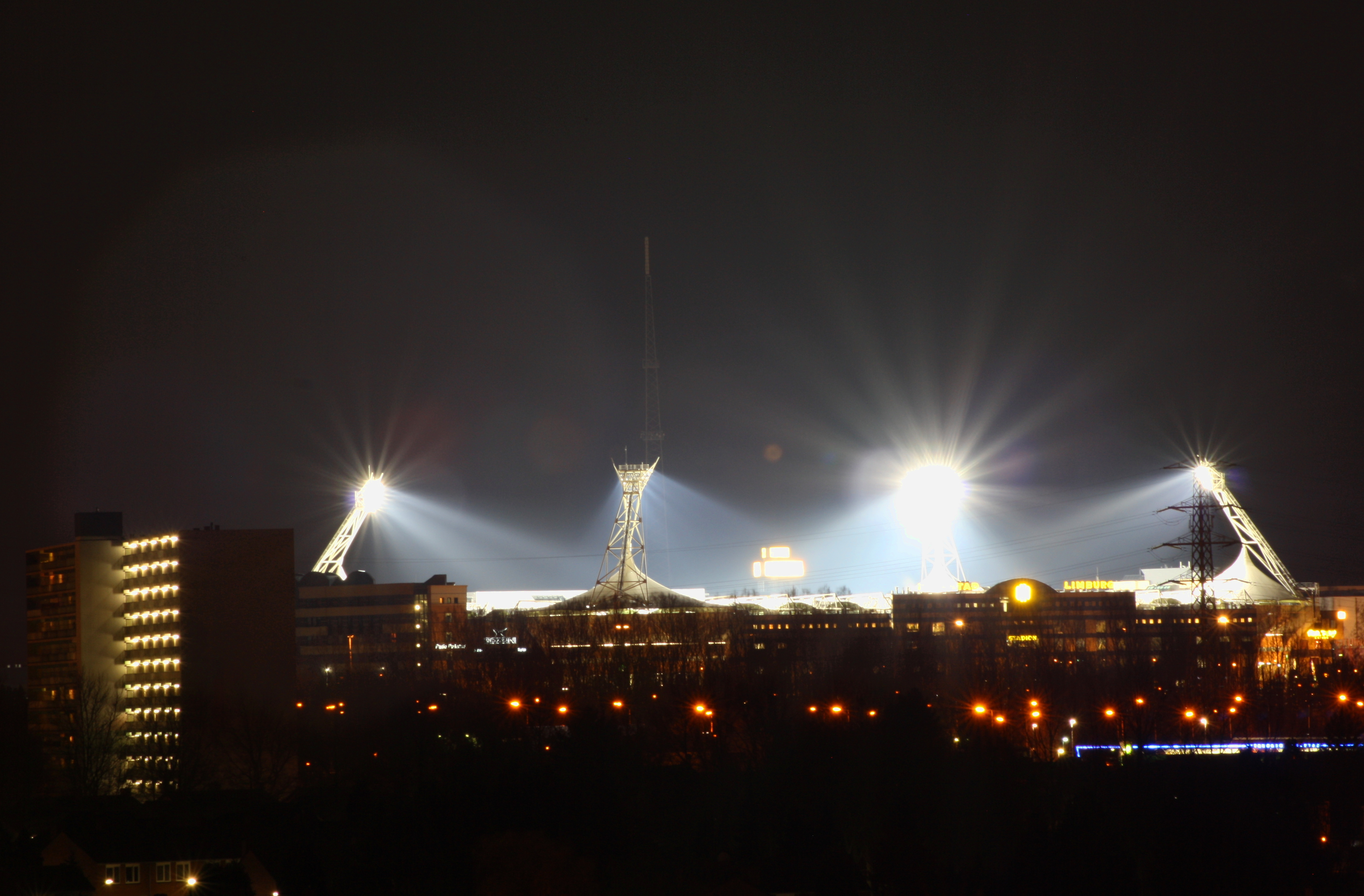
Parkstad Limburg Stadion bij nacht

Het huidige stadion van Roda JC heet Parkstad Limburg Stadion (PLS) en heeft een capaciteit van 19.979 overdekte zitplaatsen, 2500 business seats en 24 skyboxen. Roda JC speelt er vanaf het seizoen 2000/01 zijn thuiswedstrijden. De Zuidtribune is na het overlijden van oud-voorzitter Theo Pickée naar hem vernoemd en de Westtribune heet de Koempeltribune vanaf het seizoen 2014/15.

## Organisatie
| Raad van Commissarissen |           |                         |      |
| Joop Janssen            | Nederland | Voorzitter              | 2020 |
| Ralph Bongaerts         | Nederland | Commerciële Zaken       | 2020 |
| Dionne Wiertz           | Nederland | Human Resources         | 2022 |
| Jan Hoefnagels          | Nederland | Financiën               | 2024 |
| Sef Vergoossen          | Nederland | Voetbaltechnische zaken | 2022 |
| Directie                |           |                         |      |
| Jordens Peters          | Nederland | Algemeen Directeur      | 2021 |
| Robbie Servais          | Nederland | Manager Voetbalzaken    | 2023 |
| Stichting Roda          |           |                         |      |
| Jos Som                 | Nederland | Voorzitter              | 2020 |
| Ed Koster               | Nederland | Secretaris              | 2019 |
| Frank Thuis             | Nederland | Lid                     | 2020 |
| Hub Verhoef             | Nederland | Lid                     | 2020 |

Laatste update: 18 januari 2024

## Eerste elftal

### Selectie
| Nr.           | Naam                | Nationaliteit | Contract | Vorige club            |
| ------------- | ------------------- | ------------- | -------- | ---------------------- |
| Doelmannen    |                     |               |          |                        |
| 1             | Koen Bucker         | Nederland     | 2025     | Heracles Almelo        |
| 16            | Justin Treichel     | Duitsland     | 2026     | FC Schalke 04          |
| 23            | Jordy Steins        | Nederland     |          | FC Utrecht             |
| Verdedigers   |                     |               |          |                        |
| 3             | Thomas Oude Kotte   | Nederland     | 2026     | Telstar                |
| 4             | Brian Koglin        | Duitsland     | 2025     | VVV-Venlo              |
| 5             | Koen Jansen         | Nederland     | 2026     | Jong PSV               |
| 13            | Nils Röseler        | Duitsland     | 2025     | FC Ingolstadt 04       |
| 15            | Lucas Beerten       | België        | 2025     | KRC Genk               |
| 18            | Tim Köther          | Duitsland     | 2026     | 1. FC Heidenheim 1846  |
| 22            | Jay Kruiver         | Nederland     | 2026     | Telstar                |
| 26            | Nathan Markelo      | Nederland     | 2026     | Fortuna Sittard        |
| Middenvelders |                     |               |          |                        |
| 6             | Wesley Spieringhs   | Nederland     | 2025     | Willem II              |
| 8             | Joey Müller         | Duitsland     | 2026     | FC Schalke 04          |
| 10            | Joshua Schwirten    | Duitsland     | 2026     | FC Erzgebirge Aue      |
| 17            | Orhan Džepar        | Nederland     | 2025     | MVV Maastricht         |
| 20            | Ryan Leijten        | Nederland     | 2027     | FC Den Bosch           |
| 21            | Rodney Kongolo      | Nederland     | 2025     | Cosenza Calcio         |
| Aanvallers    |                     |               |          |                        |
| 7             | Enrique Peña Zauner | Venezuela     | 2025     | Eintracht Braunschweig |
| 9             | Tiago Çukur         | Nederland     | 2027     | Fenerbahçe             |
| 11            | Iman Griffith       | Nederland     | 2026     | Jong AZ                |
| 27            | Saydou Bangura      | Nederland     | 2025     | 1.FC Kaiserslautern II |
| 28            | Sam Krawczyk        | Nederland     |          |                        |
| 47            | Cain Seedorf        | Nederland     | 2027     | Telstar                |
| 97            | Thibo Baeten        | België        | 2025     | Go Ahead Eagles        |

Laatste update: 5 oktober 2024

### Staf
| Naam              | Nationaliteit | Functie                         | Sinds | Contract | Vorige club    |
| ----------------- | ------------- | ------------------------------- | ----- | -------- | -------------- |
| Technische Staf   |               |                                 |       |          |                |
| Bas Sibum         | Nederland     | Hoofdtrainer                    | 2023  | 2025     | FC Emmen       |
| Mark Luijpers     | Nederland     | Assistent-trainer               | 2023  | 2025     | MVV Maastricht |
| Dennis Telgenkamp | Nederland     | Keeperstrainer                  | 2024  |          | FC Twente      |
| Denzel Reuleaux   | Nederland     | teammanager                     | 2024  |          |                |
| Matthias Maurer   | Nederland     | Assistent-trainer/Video-analist | 2020  |          | FC Emmen       |
| Dave Velraeds     | Nederland     | Performance coach               | 2024  |          | MVV Maastricht |
| Daan Soentjens    | Nederland     | Data-analist                    | 2024  |          | MVV Maastricht |

Laatste update: 24 juli 2024

## Overige elftallen

### Vrouwenvoetbal
Roda JC nam alleen in het seizoen 2008/09 deel aan de Eredivisie voor vrouwen waarin het afgetekend op de laatste plaats eindigde. Door de financiële situatie werd het vrouwenelftal aan het einde van het seizoen opgeheven.

## Overzichtslijsten

### Eindklasseringen
- 1963 16e
Eerste divisie
- 1964 3e
Tweede divisie
- 1965 4e
Tweede divisie
- 1966 5e
Tweede divisie
- 1967 4e
Tweede divisie
- 1968 5e
Tweede divisie
- 1969 4e
Tweede divisie
- 1970 9e
Tweede divisie
- 1971 5e
Tweede divisie
- 1972 4e
Eerste divisie
- 1973 1e
Eerste divisie
- 1974 15e
Eredivisie
- 1975 8e
Eredivisie
- 1976 8e
Eredivisie
- 1977 5e
Eredivisie
- 1978 6e
Eredivisie
- 1979 5e
Eredivisie
- 1980 7e
Eredivisie
- 1981 11e
Eredivisie
- 1982 9e
Eredivisie
- 1983 6e
Eredivisie
- 1984 9e
Eredivisie
- 1985 11e
Eredivisie
- 1986 5e
Eredivisie
- 1987 4e
Eredivisie
- 1988 15e
Eredivisie
- 1989 5e
Eredivisie
- 1990 5e
Eredivisie
- 1991 10e
Eredivisie
- 1992 9e
Eredivisie
- 1993 11e
Eredivisie
- 1994 6e
Eredivisie
- 1995 2e
Eredivisie
- 1996 4e
Eredivisie
- 1997 6e
Eredivisie
- 1998 14e
Eredivisie
- 1999 5e
Eredivisie
- 2000 8e
Eredivisie
- 2001 4e
Eredivisie
- 2002 13e
Eredivisie
- 2003 6e
Eredivisie
- 2004 6e
Eredivisie
- 2005 8e
Eredivisie
- 2006 8e (9e)
Eredivisie
- 2007 6e (8e)
Eredivisie
- 2008 9e
Eredivisie
- 2009 16e
Eredivisie
- 2010 9e (7e)
Eredivisie
- 2011 6e (7e)
Eredivisie
- 2012 10e
Eredivisie
- 2013 16e
Eredivisie
- 2014 18e
Eredivisie
- 2015 3e
Eerste divisie
- 2016 14e
Eredivisie
- 2017 17e
Eredivisie
- 2018 16e
Eredivisie
- 2019 13e
Eerste divisie
- 2020 17e
Eerste divisie
- 2021 8e
Eerste divisie
- 2022 5e
Eerste divisie
- 2023 15e
Eerste divisie
- 2024 3e
Eerste divisie
- 2025 12e
Eerste divisie

In elke staaf van de grafiek staat van boven naar beneden vermeld: 
- Eindnotering

Dit is de positie die de club heeft bereikt in de competitie, zonder eventuele beslissings-, play-off- of nacompetitiewedstrijden die nodig zijn geweest om bijvoorbeeld de kampioen van de competitie te bepalen.
Indien een * achter het getal staat is de notering een tussenstand en kan het zijn dat de notering niet overeenkomt met de uiteindelijke eindstand van de competitie.
Staat er een - dan is het seizoen nog bezig en is er geen definitieve uitslag bekend.
Staat er xx op de positie van de notering, dan heeft de club vroegtijdig de competitie verlaten. Dit kan onder andere komen door terugtrekking van het team, faillissement van de club of door een uitgedeelde straf van de KNVB. In veel gevallen staat elders in het artikel de reden vermeld.
Staat er een ? dan is het resultaat uit het verleden onbekend, en is alleen de competitie of het niveau bekend van dat seizoen.
In de seizoenen 2019/20 en 2020/21 werd wegens de coronacrisis het amateurvoetbal afgebroken. Daardoor kennen deze staven geen eindklassering (middels -- weergegeven).
- Competitieniveau en afdelingsletter of Officiële eindstand Eredivisie
  - Competitieniveau en afdelingsletter

Hierbij geeft het getal het niveau weer, dat ook terug te vinden is in de legenda. De letter is de afdelingsaanduiding en wordt gebruikt wanneer er meer afdelingen zijn op hetzelfde niveau. De afdelingsletter is altijd een hoofdletter en wordt meestal zonder nummer gebruikt.
Voorbeeld: 2F is niveau 2e klasse competitie F.
Het competitieniveau en nummer wordt niet vermeld wanneer er slechts één competitie van dit niveau was.
  - Officiële eindstand Eredivisie (getal staat tussen haakjes vermeld)

Sinds de introductie van play-offwedstrijden voor Europees voetbal na afloop van de reguliere competitie in 2005/06, is de KNVB verplicht een eindstand van de Eredivisie door te geven aan de UEFA aan de hand van deze play-offwedstrijden.
Bij deze eindstand staan clubs die zich hebben gekwalificeerd voor Europees voetbal hoger dan clubs die zich niet wisten te kwalificeren. Indien er geen verschil was tussen de eindnotering en de officiële eindstand, staat dit getal niet vermeld.

- Onderafdeling

Hier staat afgekort de naam van de onderafdeling indien de club in dat jaar in een onderafdeling uitkwam. Tevens staat deze afkorting in de legenda en wordt gelinkt naar het artikel over deze onderafdeling. Deze afkorting wordt alleen vermeld wanneer de club in het verleden in verschillende onderafdelingen heeft gespeeld. Deze vermelding is in de staaf altijd in kleine letters. Deze onderafdelingen zijn na het seizoen 1995/96 afgeschaft. Heeft de club in slechts één onderafdeling gespeeld, dan is dit alleen terug te vinden in de legenda.
Onder de staaf staat het jaartal vermeld waarin het seizoen is afgesloten. 15 verwijst naar het seizoen 2014/15 of eventueel het seizoen 1914/15.
Wanneer een staaf leeg is, zijn deze gegevens niet bekend. Het kan ook zijn dat de club dat seizoen niet heeft meegespeeld op het hogere amateurniveau, vroegtijdig de competitie heeft verlaten of uit de competitie is gezet.

In het seizoen 1944/45 was er wegens de Tweede Wereldoorlog geen regulier competitievoetbal.
- Eredivisie
- Eerste divisie
- Tweede divisie

- 1962 – 2010: sv Roda JC
- 2010 – heden: sv Roda JC Kerkrade

### Seizoensoverzichten
| Resultaten van Roda JC Kerkrade sinds de toetreding in het betaald voetbal in 1962 | Resultaten van Roda JC Kerkrade sinds de toetreding in het betaald voetbal in 1962 | Resultaten van Roda JC Kerkrade sinds de toetreding in het betaald voetbal in 1962 | Resultaten van Roda JC Kerkrade sinds de toetreding in het betaald voetbal in 1962 | Resultaten van Roda JC Kerkrade sinds de toetreding in het betaald voetbal in 1962 | Resultaten van Roda JC Kerkrade sinds de toetreding in het betaald voetbal in 1962 | Resultaten van Roda JC Kerkrade sinds de toetreding in het betaald voetbal in 1962 | Resultaten van Roda JC Kerkrade sinds de toetreding in het betaald voetbal in 1962 | Resultaten van Roda JC Kerkrade sinds de toetreding in het betaald voetbal in 1962 | Resultaten van Roda JC Kerkrade sinds de toetreding in het betaald voetbal in 1962 | Resultaten van Roda JC Kerkrade sinds de toetreding in het betaald voetbal in 1962 | Resultaten van Roda JC Kerkrade sinds de toetreding in het betaald voetbal in 1962 | Resultaten van Roda JC Kerkrade sinds de toetreding in het betaald voetbal in 1962                    |
| Seizoen                                                                            | Competitie                                                                         | Competitie                                                                         | Competitie                                                                         | Competitie                                                                         | Competitie                                                                         | Competitie                                                                         | Competitie                                                                         | Competitie                                                                         | Competitie                                                                         | Kwalificatie                                                                       | KNVB beker                                                                         | Bijzonderheid                                                                                         |
| Seizoen                                                                            | Divisie                                                                            | GW                                                                                 | W                                                                                  | G                                                                                  | V                                                                                  | DV                                                                                 | DT                                                                                 | PNT                                                                                | POS                                                                                | Kwalificatie                                                                       | KNVB beker                                                                         | Bijzonderheid                                                                                         |
| ---------------------------------------------------------------------------------- | ---------------------------------------------------------------------------------- | ---------------------------------------------------------------------------------- | ---------------------------------------------------------------------------------- | ---------------------------------------------------------------------------------- | ---------------------------------------------------------------------------------- | ---------------------------------------------------------------------------------- | ---------------------------------------------------------------------------------- | ---------------------------------------------------------------------------------- | ---------------------------------------------------------------------------------- | ---------------------------------------------------------------------------------- | ---------------------------------------------------------------------------------- | --- |
| 1962/63                                                                            | Eerste divisie                                                                     | 30                                                                                 | 4                                                                                  | 8                                                                                  | 18                                                                                 | 33                                                                                 | 69                                                                                 | 16                                                                                 | 16e                                                                                | Rechtstreekse degradatie                                                           | 3e ronde                                                                           | Roda JC treedt toe tot het betaald voetbal na een fusie van Roda Sport en Rapid JC.                   |
| 1963/64                                                                            | Tweede divisie B                                                                   | 30                                                                                 | 16                                                                                 | 8                                                                                  | 6                                                                                  | 81                                                                                 | 40                                                                                 | 40                                                                                 | 3e                                                                                 | Nacompetitie                                                                       | 2e ronde                                                                           | Promotiewedstrijden tegen Alkmaar '54 (2–3), Hermes DVS (1–1) en Zwartemeer (2–0)                     |
| 1964/65                                                                            | Tweede divisie B                                                                   | 28                                                                                 | 14                                                                                 | 8                                                                                  | 6                                                                                  | 62                                                                                 | 37                                                                                 | 36                                                                                 | 4e                                                                                 | –                                                                                  | 3e ronde                                                                           | – |
| 1965/66                                                                            | Tweede divisie B                                                                   | 28                                                                                 | 12                                                                                 | 10                                                                                 | 6                                                                                  | 48                                                                                 | 28                                                                                 | 34                                                                                 | 5e                                                                                 | –                                                                                  | Groepsfase                                                                         | – |
| 1966/67                                                                            | Tweede divisie                                                                     | 44                                                                                 | 22                                                                                 | 14                                                                                 | 8                                                                                  | 72                                                                                 | 39                                                                                 | 58                                                                                 | 4e                                                                                 | Nacompetitie                                                                       | Geen deelname                                                                      | Promotiewedstrijden tegen HVC (0–4) en Veendam (0–2)                                                  |
| 1967/68                                                                            | Tweede divisie                                                                     | 38                                                                                 | 20                                                                                 | 8                                                                                  | 10                                                                                 | 65                                                                                 | 54                                                                                 | 48                                                                                 | 5e                                                                                 | –                                                                                  | Groepsfase                                                                         | – |
| 1968/69                                                                            | Tweede divisie                                                                     | 34                                                                                 | 20                                                                                 | 2                                                                                  | 12                                                                                 | 75                                                                                 | 54                                                                                 | 42                                                                                 | 4e                                                                                 | –                                                                                  | 1e ronde                                                                           | – |
| 1969/70                                                                            | Tweede divisie                                                                     | 32                                                                                 | 14                                                                                 | 7                                                                                  | 11                                                                                 | 41                                                                                 | 36                                                                                 | 35                                                                                 | 9e                                                                                 | –                                                                                  | 1e ronde                                                                           | – |
| 1970/71                                                                            | Tweede divisie                                                                     | 32                                                                                 | 12                                                                                 | 15                                                                                 | 5                                                                                  | 34                                                                                 | 27                                                                                 | 39                                                                                 | 5e                                                                                 | –                                                                                  | 1e ronde                                                                           | – |
| 1971/72                                                                            | Eerste divisie                                                                     | 40                                                                                 | 20                                                                                 | 9                                                                                  | 11                                                                                 | 53                                                                                 | 42                                                                                 | 49                                                                                 | 4e                                                                                 | –                                                                                  | 1e ronde                                                                           | – |
| 1972/73                                                                            | Eerste divisie                                                                     | 38                                                                                 | 19                                                                                 | 14                                                                                 | 5                                                                                  | 54                                                                                 | 32                                                                                 | 52                                                                                 | 1e                                                                                 | Rechtstreekse promotie                                                             | 2e ronde                                                                           | – |
| 1973/74                                                                            | Eredivisie                                                                         | 34                                                                                 | 6                                                                                  | 10                                                                                 | 18                                                                                 | 31                                                                                 | 56                                                                                 | 22                                                                                 | 15e                                                                                | –                                                                                  | 2e ronde                                                                           | – |
| 1974/75                                                                            | Eredivisie                                                                         | 34                                                                                 | 11                                                                                 | 10                                                                                 | 13                                                                                 | 50                                                                                 | 61                                                                                 | 32                                                                                 | 8e                                                                                 | –                                                                                  | 3e ronde                                                                           | – |
| 1975/76                                                                            | Eredivisie                                                                         | 34                                                                                 | 13                                                                                 | 11                                                                                 | 10                                                                                 | 40                                                                                 | 36                                                                                 | 37                                                                                 | 8e                                                                                 | Europacup II                                                                       | Finalist                                                                           | – |
| 1976/77                                                                            | Eredivisie                                                                         | 34                                                                                 | 17                                                                                 | 8                                                                                  | 9                                                                                  | 53                                                                                 | 35                                                                                 | 42                                                                                 | 5e                                                                                 | –                                                                                  | 3e ronde                                                                           | – |
| 1977/78                                                                            | Eredivisie                                                                         | 34                                                                                 | 12                                                                                 | 12                                                                                 | 10                                                                                 | 41                                                                                 | 40                                                                                 | 36                                                                                 | 6e                                                                                 | Zomer Cup                                                                          | Kwartfinale                                                                        | – |
| 1978/79                                                                            | Eredivisie                                                                         | 34                                                                                 | 18                                                                                 | 8                                                                                  | 8                                                                                  | 58                                                                                 | 33                                                                                 | 44                                                                                 | 5e                                                                                 | –                                                                                  | 3e ronde                                                                           | – |
| 1979/80                                                                            | Eredivisie                                                                         | 34                                                                                 | 14                                                                                 | 8                                                                                  | 12                                                                                 | 51                                                                                 | 49                                                                                 | 36                                                                                 | 7e                                                                                 | Intertoto Cup                                                                      | Kwartfinale                                                                        | – |
| 1980/81                                                                            | Eredivisie                                                                         | 34                                                                                 | 9                                                                                  | 10                                                                                 | 15                                                                                 | 67                                                                                 | 75                                                                                 | 28                                                                                 | 11e                                                                                | –                                                                                  | 3e ronde                                                                           | – |
| 1981/82                                                                            | Eredivisie                                                                         | 34                                                                                 | 15                                                                                 | 6                                                                                  | 13                                                                                 | 60                                                                                 | 53                                                                                 | 36                                                                                 | 9e                                                                                 | –                                                                                  | 2e ronde                                                                           | – |
| 1982/83                                                                            | Eredivisie                                                                         | 34                                                                                 | 13                                                                                 | 9                                                                                  | 12                                                                                 | 56                                                                                 | 52                                                                                 | 35                                                                                 | 6e                                                                                 | –                                                                                  | Kwartfinale                                                                        | – |
| 1983/84                                                                            | Eredivisie                                                                         | 34                                                                                 | 13                                                                                 | 9                                                                                  | 12                                                                                 | 55                                                                                 | 55                                                                                 | 35                                                                                 | 9e                                                                                 | Intertoto Cup                                                                      | 3e ronde                                                                           | – |
| 1984/85                                                                            | Eredivisie                                                                         | 34                                                                                 | 11                                                                                 | 10                                                                                 | 13                                                                                 | 51                                                                                 | 59                                                                                 | 32                                                                                 | 11e                                                                                | –                                                                                  | 1e ronde                                                                           | – |
| 1985/86                                                                            | Eredivisie                                                                         | 34                                                                                 | 16                                                                                 | 7                                                                                  | 11                                                                                 | 76                                                                                 | 51                                                                                 | 39                                                                                 | 5e                                                                                 | –                                                                                  | 1e ronde                                                                           | – |
| 1986/87                                                                            | Eredivisie                                                                         | 34                                                                                 | 15                                                                                 | 9                                                                                  | 10                                                                                 | 51                                                                                 | 45                                                                                 | 39                                                                                 | 4e                                                                                 | Nacompetitie voor de UEFA Cup                                                      | 1e ronde                                                                           | Wedstrijden tegen FC Twente (1–3 & 1–1), FC Utrecht (2–0 & 2–4) en VVV (1–1 & 3–1)                    |
| 1987/88                                                                            | Eredivisie                                                                         | 34                                                                                 | 10                                                                                 | 8                                                                                  | 16                                                                                 | 46                                                                                 | 54                                                                                 | 28                                                                                 | 15e                                                                                | Europacup II                                                                       | Finalist                                                                           | – |
| 1988/89                                                                            | Eredivisie                                                                         | 34                                                                                 | 13                                                                                 | 12                                                                                 | 9                                                                                  | 52                                                                                 | 38                                                                                 | 38                                                                                 | 5e                                                                                 | –                                                                                  | 2e ronde                                                                           | – |
| 1989/90                                                                            | Eredivisie                                                                         | 34                                                                                 | 14                                                                                 | 13                                                                                 | 7                                                                                  | 53                                                                                 | 39                                                                                 | 41                                                                                 | 5e                                                                                 | UEFA Cup                                                                           | Kwartfinale                                                                        | – |
| 1990/91                                                                            | Eredivisie                                                                         | 34                                                                                 | 12                                                                                 | 7                                                                                  | 15                                                                                 | 40                                                                                 | 53                                                                                 | 31                                                                                 | 10e                                                                                | –                                                                                  | Halve finale                                                                       | – |
| 1991/92                                                                            | Eredivisie                                                                         | 34                                                                                 | 12                                                                                 | 11                                                                                 | 11                                                                                 | 41                                                                                 | 45                                                                                 | 35                                                                                 | 9e                                                                                 | –                                                                                  | Finalist                                                                           | – |
| 1992/93                                                                            | Eredivisie                                                                         | 34                                                                                 | 11                                                                                 | 7                                                                                  | 16                                                                                 | 51                                                                                 | 59                                                                                 | 29                                                                                 | 11e                                                                                | –                                                                                  | 3e ronde                                                                           | – |
| 1993/94                                                                            | Eredivisie                                                                         | 34                                                                                 | 15                                                                                 | 8                                                                                  | 11                                                                                 | 55                                                                                 | 40                                                                                 | 38                                                                                 | 6e                                                                                 | –                                                                                  | 3e ronde                                                                           | – |
| 1994/95                                                                            | Eredivisie                                                                         | 34                                                                                 | 22                                                                                 | 10                                                                                 | 2                                                                                  | 70                                                                                 | 28                                                                                 | 54                                                                                 | 2e                                                                                 | UEFA Cup                                                                           | 2e ronde                                                                           | – |
| 1995/96                                                                            | Eredivisie                                                                         | 34                                                                                 | 15                                                                                 | 12                                                                                 | 7                                                                                  | 51                                                                                 | 35                                                                                 | 57                                                                                 | 4e                                                                                 | UEFA Cup                                                                           | Halve finale                                                                       | – |
| 1996/97                                                                            | Eredivisie                                                                         | 34                                                                                 | 16                                                                                 | 7                                                                                  | 11                                                                                 | 56                                                                                 | 47                                                                                 | 55                                                                                 | 6e                                                                                 | Europacup II                                                                       | Winnaar                                                                            | – |
| 1997/98                                                                            | Eredivisie                                                                         | 34                                                                                 | 10                                                                                 | 8                                                                                  | 16                                                                                 | 44                                                                                 | 45                                                                                 | 38                                                                                 | 14e                                                                                | –                                                                                  | Achtste finale                                                                     | – |
| 1998/99                                                                            | Eredivisie                                                                         | 34                                                                                 | 17                                                                                 | 9                                                                                  | 8                                                                                  | 59                                                                                 | 40                                                                                 | 60                                                                                 | 5e                                                                                 | UEFA Cup                                                                           | Achtste finale                                                                     | – |
| 1999/00                                                                            | Eredivisie                                                                         | 34                                                                                 | 16                                                                                 | 7                                                                                  | 11                                                                                 | 62                                                                                 | 53                                                                                 | 55                                                                                 | 8e                                                                                 | UEFA Cup                                                                           | Winnaar                                                                            | – |
| 2000/01                                                                            | Eredivisie                                                                         | 34                                                                                 | 17                                                                                 | 8                                                                                  | 9                                                                                  | 59                                                                                 | 41                                                                                 | 59                                                                                 | 4e                                                                                 | UEFA Cup                                                                           | Kwartfinale                                                                        | – |
| 2001/02                                                                            | Eredivisie                                                                         | 34                                                                                 | 11                                                                                 | 8                                                                                  | 15                                                                                 | 33                                                                                 | 45                                                                                 | 41                                                                                 | 13e                                                                                | –                                                                                  | Achtste finale                                                                     | – |
| 2002/03                                                                            | Eredivisie                                                                         | 34                                                                                 | 14                                                                                 | 8                                                                                  | 12                                                                                 | 58                                                                                 | 54                                                                                 | 50                                                                                 | 6e                                                                                 | –                                                                                  | Achtste finale                                                                     | – |
| 2003/04                                                                            | Eredivisie                                                                         | 34                                                                                 | 14                                                                                 | 11                                                                                 | 9                                                                                  | 60                                                                                 | 41                                                                                 | 53                                                                                 | 6e                                                                                 | UEFA Intertoto Cup                                                                 | 2e ronde                                                                           | – |
| 2004/05                                                                            | Eredivisie                                                                         | 34                                                                                 | 13                                                                                 | 8                                                                                  | 13                                                                                 | 60                                                                                 | 55                                                                                 | 47                                                                                 | 8e                                                                                 | UEFA Intertoto Cup                                                                 | 3e ronde                                                                           | – |
| 2005/06                                                                            | Eredivisie                                                                         | 34                                                                                 | 15                                                                                 | 5                                                                                  | 14                                                                                 | 57                                                                                 | 54                                                                                 | 50                                                                                 | 8e                                                                                 | Play-offs om UEFA Cup                                                              | Halve finale                                                                       | Wedstrijden tegen sc Heerenveen (0–0 & 0–1)                                                           |
| 2006/07                                                                            | Eredivisie                                                                         | 34                                                                                 | 15                                                                                 | 9                                                                                  | 10                                                                                 | 47                                                                                 | 36                                                                                 | 54                                                                                 | 6e                                                                                 | Play-offs voor ticket UEFA Cup                                                     | Kwartfinale                                                                        | Wedstrijden tegen FC Utrecht (0–0 & 1–1)                                                              |
| 2007/08                                                                            | Eredivisie                                                                         | 34                                                                                 | 12                                                                                 | 11                                                                                 | 11                                                                                 | 55                                                                                 | 55                                                                                 | 47                                                                                 | 9e                                                                                 | Play-offs om UEFA Cup/Intertoto-voetbal                                            | Finalist                                                                           | Wedstrijden tegen N.E.C. (0–1 & 0–2)                                                                  |
| 2008/09                                                                            | Eredivisie                                                                         | 34                                                                                 | 7                                                                                  | 9                                                                                  | 18                                                                                 | 38                                                                                 | 58                                                                                 | 30                                                                                 | 16e                                                                                | Nacompetitie                                                                       | Kwartfinale                                                                        | Degradatiewedstrijden tegen FC Dordrecht (1–1 & 0–1) en SC Cambuur (0–0 & 1–1, 5–3 n.s.)              |
| 2009/10                                                                            | Eredivisie                                                                         | 34                                                                                 | 14                                                                                 | 5                                                                                  | 15                                                                                 | 56                                                                                 | 60                                                                                 | 47                                                                                 | 9e                                                                                 | Play-offs voor de UEFA Europa League                                               | 3e ronde                                                                           | Wedstrijden tegen Heracles Almelo (1–1 & 2–1) en FC Utrecht (0–2 & 1–4)                               |
| 2010/11                                                                            | Eredivisie                                                                         | 34                                                                                 | 14                                                                                 | 13                                                                                 | 7                                                                                  | 65                                                                                 | 50                                                                                 | 55                                                                                 | 6e                                                                                 | Play-offs voor de UEFA Europa League                                               | Achtste finale                                                                     | Naamsverandering naar Roda JC Kerkrade Wedstrijden tegen ADO Den Haag (2–4 & 1–2)                     |
| 2011/12                                                                            | Eredivisie                                                                         | 34                                                                                 | 14                                                                                 | 2                                                                                  | 18                                                                                 | 55                                                                                 | 70                                                                                 | 44                                                                                 | 10e                                                                                | –                                                                                  | 3e ronde                                                                           | – |
| 2012/13                                                                            | Eredivisie                                                                         | 34                                                                                 | 7                                                                                  | 12                                                                                 | 15                                                                                 | 51                                                                                 | 69                                                                                 | 33                                                                                 | 16e                                                                                | Nacompetitie                                                                       | 2e ronde                                                                           | Degradatiewedstrijden tegen De Graafschap (1–1 & 6–1) en Sparta Rotterdam (0–0 & 2–1)                 |
| 2013/14                                                                            | Eredivisie                                                                         | 34                                                                                 | 7                                                                                  | 8                                                                                  | 19                                                                                 | 44                                                                                 | 69                                                                                 | 29                                                                                 | 18e                                                                                | Rechtstreekse degradatie                                                           | Kwartfinale                                                                        | – |
| 2014/15                                                                            | Eerste divisie                                                                     | 38                                                                                 | 21                                                                                 | 6                                                                                  | 11                                                                                 | 69                                                                                 | 58                                                                                 | 69                                                                                 | 3e                                                                                 | Nacompetitie                                                                       | Kwartfinale                                                                        | Promotiewedstrijden tegen FC Emmen (1–0 & 2–2) en NAC Breda (0–1 & 2–1)                               |
| 2015/16                                                                            | Eredivisie                                                                         | 34                                                                                 | 8                                                                                  | 10                                                                                 | 16                                                                                 | 34                                                                                 | 55                                                                                 | 34                                                                                 | 14e                                                                                | –                                                                                  | Kwartfinale                                                                        | – |
| 2016/17                                                                            | Eredivisie                                                                         | 34                                                                                 | 7                                                                                  | 12                                                                                 | 15                                                                                 | 26                                                                                 | 51                                                                                 | 33                                                                                 | 17e                                                                                | Nacompetitie                                                                       | 1e ronde                                                                           | Degradatiewedstrijden tegen Helmond Sport (1–0 & 1–1) en MVV Maastricht (0–0 & 1–0)                   |
| 2017/18                                                                            | Eredivisie                                                                         | 34                                                                                 | 8                                                                                  | 6                                                                                  | 20                                                                                 | 42                                                                                 | 69                                                                                 | 30                                                                                 | 16e                                                                                | Nacompetitie                                                                       | Kwartfinale                                                                        | Degradatiewedstrijden tegen Almere City FC (0–0 & 1–2)                                                |
| 2018/19                                                                            | Eerste divisie                                                                     | 38                                                                                 | 14                                                                                 | 11                                                                                 | 13                                                                                 | 57                                                                                 | 59                                                                                 | 53                                                                                 | 13e                                                                                | –                                                                                  | Achtste finale                                                                     | – |
| 2019/20                                                                            | Eerste divisie                                                                     | 29                                                                                 | 5                                                                                  | 10                                                                                 | 14                                                                                 | 36                                                                                 | 52                                                                                 | 22                                                                                 | 17e                                                                                | –                                                                                  | 2e ronde                                                                           | Door de coronacrisis is competitie niet afgemaakt. De tussenstand na 29 speelrondes werd de eindstand |
| 2020/21                                                                            | Eerste divisie                                                                     | 38                                                                                 | 15                                                                                 | 12                                                                                 | 11                                                                                 | 67                                                                                 | 61                                                                                 | 57                                                                                 | 8e                                                                                 | Nacompetitie                                                                       | 3e ronde                                                                           | Promotiewedstrijden tegen De Graafschap (2–3) en N.E.C (3–0)                                          |
| 2021/22                                                                            | Eerste divisie                                                                     |                                                                                    |                                                                                    |                                                                                    |                                                                                    |                                                                                    |                                                                                    |                                                                                    | e                                                                                  |                                                                                    | 2e ronde                                                                           | |

### Europees voetbal
Roda JC speelde tot dusverre 42 Europese wedstrijden, 14 in de Europacup II, 22 in de UEFA Cup en 6 in de Intertoto Cup. Het resultaat was 15 overwinningen, 8 gelijke spelen en 19 nederlagen. Mede door de 10-0 zege op Hapoel Beer Sheva in 1997 is het doelsaldo wel positief.
De meest gedenkwaardige Europese zege behaalde Roda op donderdag 28 februari 2002 in San Siro tegen grootmacht AC Milan. In de Italiaanse modestad verslaat Roda JC Milan met 0-1. In de 70e minuut van de wedstrijd deed Mark Luijpers het Roda-vak ontploffen van vreugde. Na de 0-1 nederlaag in het Parkstad Limburg Stadion, door een goal van José Mari, was de stand weer gelijkgetrokken. Vlak voor het verstrijken van de officiële speeltijd haalde arbiter Wolfgang Stark uit Duitsland zich de woede van het Roda-legioen op de hals door Regilio Vrede de rode kaart te tonen. In de zinderende verlenging houdt Roda met 10 man stand tegen de 11 Milanezen. In de beslissende strafschoppenserie komt Roda zelfs aan de leiding. De volgende ronde ligt voor Roda JC binnen handbereik, maar Tom Soetaers, Mark Luijpers en Eric van der Luer falen. Het enige wat overblijft voor Roda JC is de herinnering aan de overwinning. Deze wedstrijd was tevens voor Roda JC het laatste wapenfeit in Europa.
Hieronder staan de competities en in welke seizoenen de club deelnam:
- Europacup II (3x)

1976/77, 1988/89, 1997/98
- UEFA Cup (6x)

1990/91, 1995/96, 1996/97, 1999/00, 2000/01, 2001/02
- Intertoto Cup (4x)

1980, 1984, 2004, 2005

### Bekende (oud-)Koempels
- Dick Nanninga
- Dick Advocaat
- Adil Auassar
- Mario Been
- Ernie Brandts
- Roel Brouwers
- Bram Castro
- Sekou Cissé
- Frank Demouge
- Mark-Jan Fledderus
- Henk Fraser
- Barry van Galen
- Martin van Geel
- Alfons Groenendijk
- Anouar Hadouir
- Ruud Hesp
- Willem Janssen
- Pa-Modou Kah
- Edwin Linssen
- Kees Luijckx
- André Ooijer
- Ard van Peppen
- Jan Poortvliet
- Nathan Rutjes
- Ger Senden
- Arjan Swinkels
- René Trost
- Ruud Vormer
- Regilio Vrede
- Ronald Waterreus
- Rob Wielaert

#### Topscorers
- 1962/63:  Sjef Büttgen (7)
- 1963/64:  Tijn van Lier (26)
- 1964/65:  Pierre Custers (19)
- 1965/66:  Giel Stevelmans (11)
- 1966/67:  Hens Fischer (10)
000000 :  Fred Gillissen (10)
000000 :  Horst Gnielka (10)
- 1967/68:  Uwe Blotenberg (28)
- 1968/69:  Uwe Blotenberg (24)
- 1969/70:  Jan Deswijzen (6)
000000 :  Horst Gnielka (6)
- 1970/71:  John Meuser (8)
- 1971/72:  Henk van Rooij (18)
- 1972/73:  Henk van Leeuwen (16)
- 1973/74:  Stanley Bish (10)
- 1974/75:  Stanley Bish (14)
- 1975/76:  Dick Nanninga (14)
- 1976/77:  Dick Nanninga (23)
- 1977/78:  Dick Nanninga (9)
- 1978/79:  Theo de Jong (21)
- 1979/80:  Pierre Vermeulen (16)
- 1980/81:  John Eriksen (21)
- 1981/82:  John Eriksen (19)
- 1982/83:  John Eriksen (17)
- 1983/84:  John Eriksen (23)
- 1984/85:  René Hofman (14)
- 1985/86:  Martin van Geel (17)
- 1986/87:  Henny Meijer (19)
- 1987/88:  Michel Boerebach (8)
- 1988/89:  Michel Boerebach (13)
- 1989/90:  John van Loen (16)
- 1990/91:  Graham Arnold (8)
- 1991/92:  Graham Arnold (13)
- 1992/93:  Peter Hofstede (12)
- 1993/94:  Peter Hofstede (16)
- 1994/95:  Maurice Graef (16)
- 1995/96:  Tijani Babangida (7)
- 1996/97:  Gerald Sibon (13)
- 1997/98:  Bob Peeters (11)
- 1998/99:  Peter Van Houdt (17)
- 1999/00:  Bob Peeters (15)
- 2000/01:  Yannis Anastasiou (19)
- 2001/02:  Yannis Anastasiou (10)
- 2002/03:  Yannis Anastasiou (10)
000000 :  Tom Soetaers (10)
- 2003/04:  Cristiano (12)
- 2004/05:  Arouna Koné (15)
- 2005/06:  Simon Cziommer (8)
- 2006/07:  Andres Oper (11)
- 2007/08:  Roland Lamah (11)
- 2008/09:  Sekou Cissé (9)
- 2009/10:  Mads Junker (21)
- 2010/11:  Mads Junker (20)
- 2011/12:  Sanharib Malki (25)
- 2012/13:  Sanharib Malki (17)
- 2013/14:  Krisztián Németh (8)
- 2014/15:  Marc Höcher (7)
000000 :  Johan Plat (7)
000000 :  Bart Biemans (7)
- 2015/16:  Tom Van Hyfte (8)
- 2016/17:  Abdul Ajagun (5)
- 2017/18:  Simon Gustafson (10)
- 2018/19:  Mario Engels (24)
- 2019/20:  Iké Ugbo (11)
- 2020/21:  Patrick Pflücke (13)
- 2021/22:  Dylan Vente (23)
- 2022/23:  Dylan Vente (21)
- 2023/24:  Walid Ould-Chikh (12)
000000 :  Enrique Peña Zauner (12)

### Trainers
- 1962–1963:  Barthel Thomas
- 1963–1965:  Michel Pfeiffer
- 1965–1966:  Wiel Coerver
- 1966–1968:  Adam Fischer
- 1968–1969:  Willibert Weth
- 1969–1971:  Breur Weyzen
- 1971–1972:  Jacques Koole
- 1972–1974:  Hennie Hollink
- 0000–1974:  Fritz Pliska
- 1974–1980:  Bert Jacobs
- 1980–1983:  Piet de Visser
- 000001984:  Hans Eijkenbroek
- 000001984:  Gène Gerards
- 1984–1986:  Frans Körver
- 1986–1987:  Rob Baan
- 1987–1988:  Rob Jacobs
- 1988–1991:  Jan Reker
- 1991–1993:  Adrie Koster
- 1993–1996:  Huub Stevens
- 000001996:  Eddy Achterberg
- 1996–1998:  Martin Jol
- 0000–1998:  Theo Vonk
- 1998–2001:  Sef Vergoossen
- 2001–0000:  Jan van Dijk
- 0000–2002:  Georges Leekens
- 2002–2005:  Wiljan Vloet
- 2005–2007:  Huub Stevens
- 2007–2008:  Raymond Atteveld
- 000002008:  Martin Koopman (a.i.)
- 2008–2012:  Harm van Veldhoven
- 2012–2013:  Ruud Brood
- 000002013:  Regilio Vrede &  Rick Plum (a.i.)
- 0000–2014:  Jon Dahl Tomasson
- 2014–2015:  René Trost
- 000002015:  Regillio Vrede &  Rick Plum (a.i.)
- 2015–2016:  Darije Kalezić
- 2016–2017:  Yannis Anastasiou
- 000002017:  Huub Stevens (a.i.)
- 000002017:  René Trost &  Rick Plum (a.i.)
- 2017–2019:  Robert Molenaar
- 2019–2019:  Eric van der Luer
- 2019–2020:  Jean-Paul de Jong
- 2020–2020:  Maurice Verberne (a.i.)
- 2020–2020:  René Trost
- 2020–2022:  Jurgen Streppel
- 000002023:  Remond Strijbosch (a.i.)
- 0000–2023:  Edwin de Graaf
- 2023–2025:  Bas Sibum